# Alexander Zick
Alexander Zick (Coblenza, 1845 – Berlino, 10 novembre 1907) è stato un pittore e illustratore tedesco.

## Biografia
Pronipote del pittore e architetto Januarius Zick e figlio dell'affreschista Johannes Zick, è stato discepolo di August Wittig ed Eduard Bendemann.

## Opere numismatiche

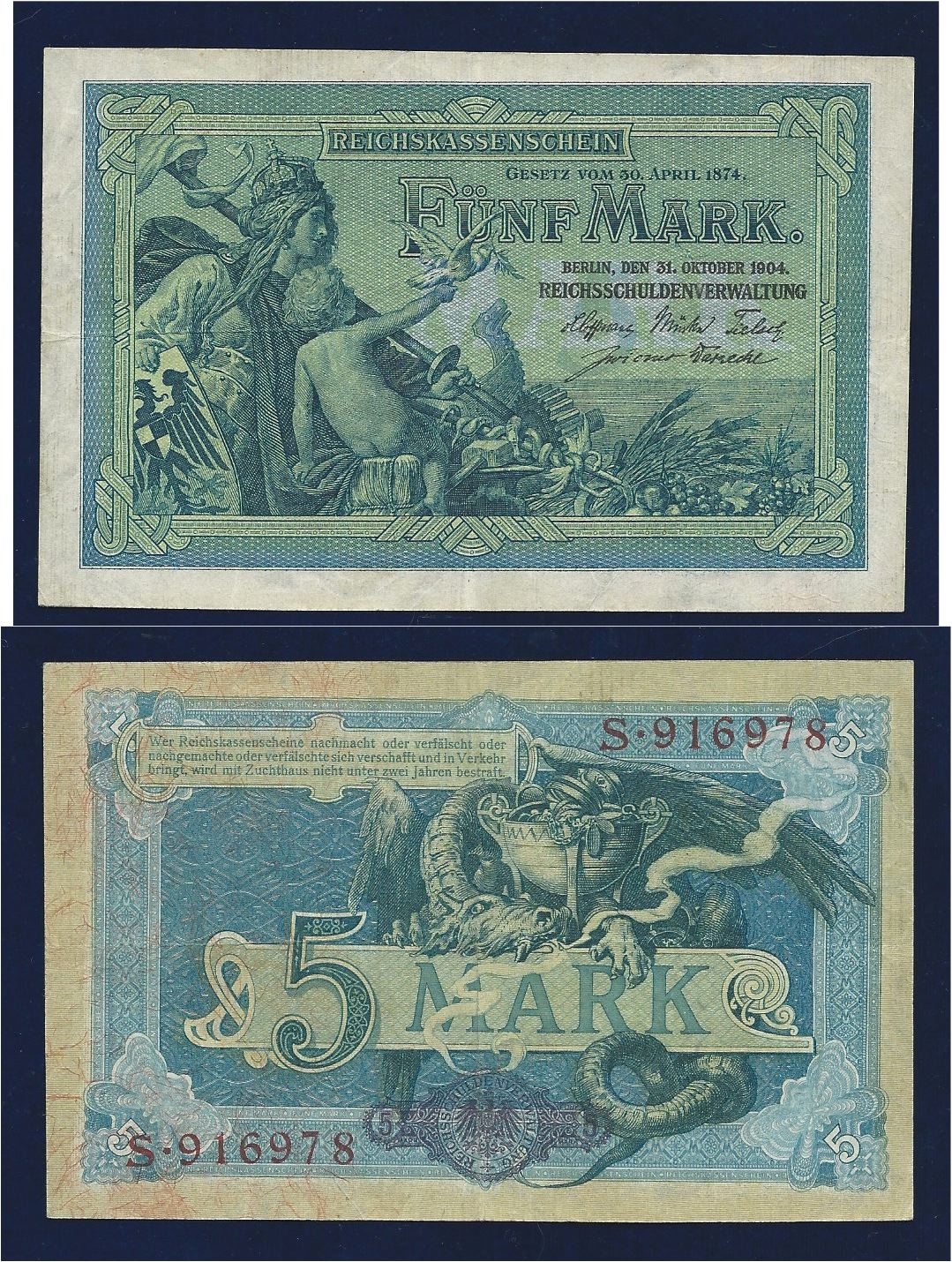
Banconota in stile Liberty da 5 marchi d'oro del 1904, disegnata da Alexander Zick.

Negli ultimi anni della sua vita a Berlino, Alexander Zick progettò la grafica di 2 banconote tedesche, il marco da 5 nel 1904, e quello da 10 nel 1906.